# Tanni Grey-Thompson, Baroness Grey-Thompson
Carys Davina „Tanni“ Grey-Thompson, Baroness Grey-Thompson DBE (* 26. Juli 1969 in Cardiff) ist eine aus Wales stammende, ehemalige britische Leichtathletin, die zu den erfolgreichsten Paralympioniken der olympischen Geschichte zählt. Grey-Thompson startete in der Klassifizierung TW3 und stellte dort mehr als 30 Weltrekorde auf. Seit 2010 ist sie Mitglied des House of Lords.

## Leben
Die Athletin, die eine zwei Jahre ältere Schwester namens Sian hat, wurde mit Spina bifida, einer Neuralrohrfehlbildung geboren und ist auf den Rollstuhl angewiesen. 1991 schloss sie ihr Studium an der Loughborough University mit dem Bachelor in Politik- und Sozialwissenschaften ab. Im Laufe der Jahre wurden ihr Ehrendoktorwürden von 25 Hochschulen verliehen. 2005 wurde sie Pro Chancellor der Staffordshire University, 2015 Kanzlerin der Northumbria University. Grey-Thompson ist seit 1999 verheiratet, hat eine Tochter (* 2002) und lebt in der englischen Kleinstadt Redcar im Borough Redcar and Cleveland in der Region North East England.
Sie arbeitet als Moderatorin und Sprecherin sowohl bei Hörfunkanstalten als auch im Fernsehen und ist bei den Sendern BBC Cymru Wales, S4C und BBC One tätig.

## Sportlaufbahn
Grey-Thompsons erstes größeres Turnier waren die Junior National Games for Wales im Jahre 1984. Vier Jahre später debütierte sie bei den Sommer-Paralympics in der südkoreanischen Hauptstadt Seoul, wo sie eine Bronzemedaille im 400-Meter-Rennen erreichte. Ihren internationalen Durchbruch feierte die Britin bei den folgenden Sommer-Paralympics in Barcelona. Dort errang sie vier Goldmedaillen und dominierte die Sprintwettbewerbe in ihrer Klassifikation. Während sie vier Jahre darauf in Atlanta lediglich eine Gold-, dafür aber drei Silbermedaillen gewann, vermochte sie 2000 in Sydney ihren Vierfacherfolg zu wiederholen. Bei den Sommer-Paralympics 2004 in Athen sicherte sich Grey-Thompson zwei Siege.
Grey-Thompson nahm auch am London-Marathon teil und siegte dort sechs Mal (1992, 1994, 1996, 1998, 2001, 2002) im Behindertenrennen. Am 28. Februar 2007 kündigte sie an, sich im Anschluss an den im Mai 2008 in Manchester stattfindenden Paralympic-Weltcup aus dem Leistungssport zurückzuziehen.

## Mitgliedschaft im House of Lords
Am 24. März 2010 wurde Tanny Grey-Thompson zur Life Peeress ernannt. Sie trägt den Titel Baroness Grey-Thompson, of Eaglescliffe in the County of Durham.
Am 29. März 2010 wurde sie offiziell ins House of Lords eingeführt. Grey-Thompson sprach ihren Eid und wurde dabei von Sebastian Coe und Ilora Finlay, Baroness Finlay of Llandaff unterstützt. Sie sprach den Eid auf Englisch und Walisisch.

## Ehrungen
- 1992: BBC Wales Sports Personality of the Year
- 1993: Member of the Order of the British Empire
- 2000: BBC Wales Sports Personality of the Year
- 2000: BBC Sports Personality of the Year Helen Rollason Award
- 2000: Officer of the Order of the British Empire
- 2001: Ehrendoktorwürde an der Loughborough University
- 2001: Ehrendoktorwürde an der Leeds Metropolitan University
- 2004: BBC Wales Sports Personality of the Year
- 2005: Dame Commander of the Order of the British Empire
- 2019: Lifetime Achievement award der BBC Sports Personality of the Year.

## Veröffentlichungen
- Seize the Day: My Autobiography. Hodder & Stoughton, 2001, ISBN 978-0-340-81971-5
- Aim High. Accent Press Ltd, 2007, ISBN 978-1-905170-89-0